# Sh2-138
Sh2-138 est une petite nébuleuse en émission visible dans la constellation de Céphée.
Elle est située dans la partie sud de la constellation, à quelques minutes d'arc de l'étoile δ Cephei. La période la plus appropriée pour son observation dans le ciel du soir tombe entre les mois de juillet et décembre et elle est considérablement facilitée pour les observateurs situés dans les régions de l'hémisphère boréal, où elle se produit circumpolaire jusqu'aux régions tempérées chaudes.
Sh2-138 est une région H II compacte située sur le bras de Persée à une distance d'environ 4 000 pc (∼13 000 al) au moins, bien que certaines estimations la situent jusqu'à environ 5 000 pc (∼16 300 al). Bien qu'elle se présente comme une simple nébuleuse ionisée par une étoile centrale, certaines études ont révélé que sa nature est assez complexe : son centre abrite en fait un jeune amas ouvert ultracompact visible dans l'infrarouge de très haute densité, dominé par quatre étoiles de classe spectrale O et B qui rappellent l'amas du Trapèze. L'étoile la plus massive du groupe a des caractéristiques similaires aux étoiles Ae/Be de Herbig. Le système ressemble à la nébuleuse d'Orion en complexité, également en raison de la présence de divers cocons périphériques dans lesquels la formation d'étoiles est active, de divers nuages moléculaires situés dans les environs et en raison de la présence de certains masers, avec des émissions de H2O.